# 卡頓伍德鎮區 (內布拉斯加州亞當斯縣)
卡頓伍德鎮區（英語：Cottonwood Township）是位於美國內布拉斯加州亞當斯縣的一個行政鎮區。

## 地方資料
卡頓伍德鎮區的面積為93.09平方千米，皆為陸地。根據2020年美國人口普查的數據，當地共有人口282人，而人口密度為每平方千米3.03人。